# 豪斯滕
豪斯滕是德国莱茵兰-普法尔茨州的一个市镇。总面积3.56平方公里，总人口378人，其中男性189人，女性189人（2011年12月31日），人口密度106人/平方公里。